# Liste der diplomatischen Vertretungen in Lesotho

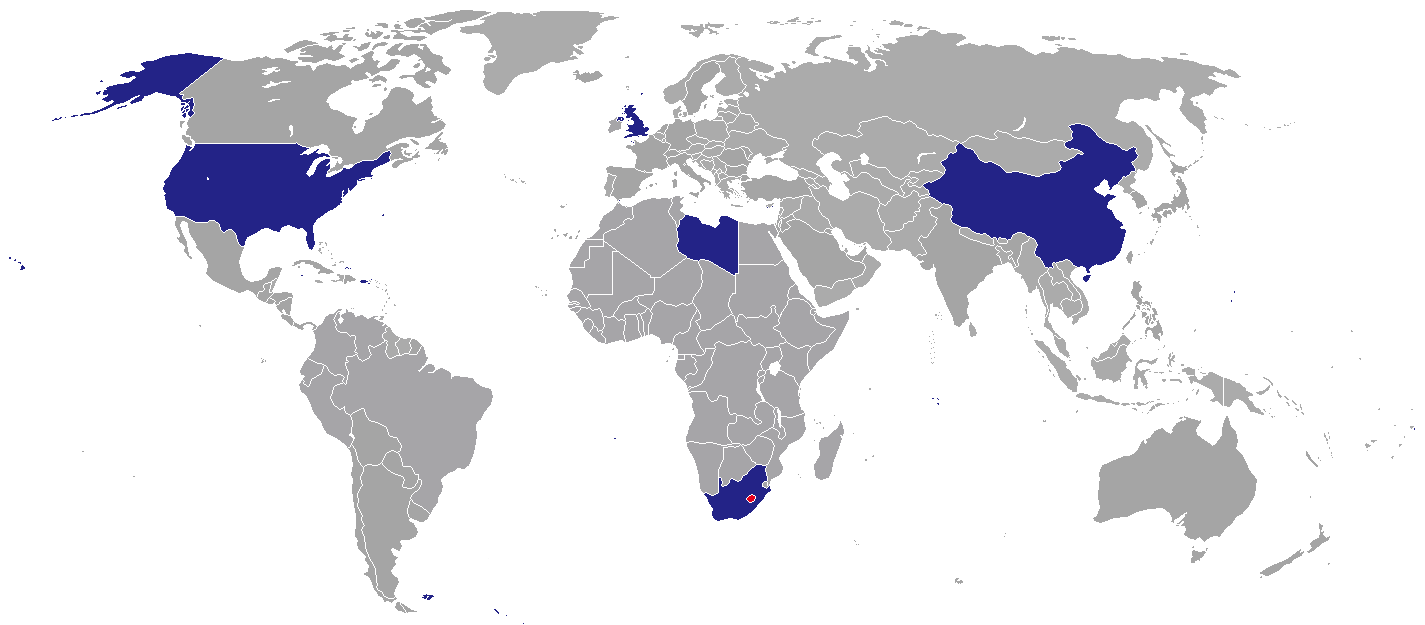
Staaten mit einer Botschaft in Lesotho

Die Liste der diplomatischen Vertretungen in Lesotho führt Botschaften und Konsulate auf, die im afrikanischen Staat Lesotho eingerichtet sind (Stand 2019).

## Botschaften in Maseru
4 Botschaften sind in der Lesothos Hauptstadt Maseru eingerichtet (Stand 2019).

### Staaten
| - Libyen: Botschaft - Südafrika: Hohe Kommission - Vereinigte Staaten: Botschaft - Volksrepublik China: Botschaft |

### Vertretungen Internationaler Organisationen
- Europäische Union, Delegation